# Eugen Kvaterniks torg

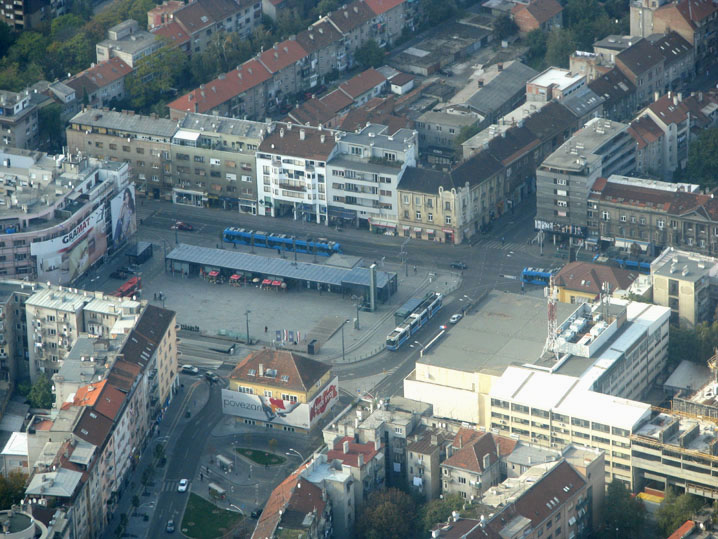
Eugen Kvaterniks torg sett från luften 2008.

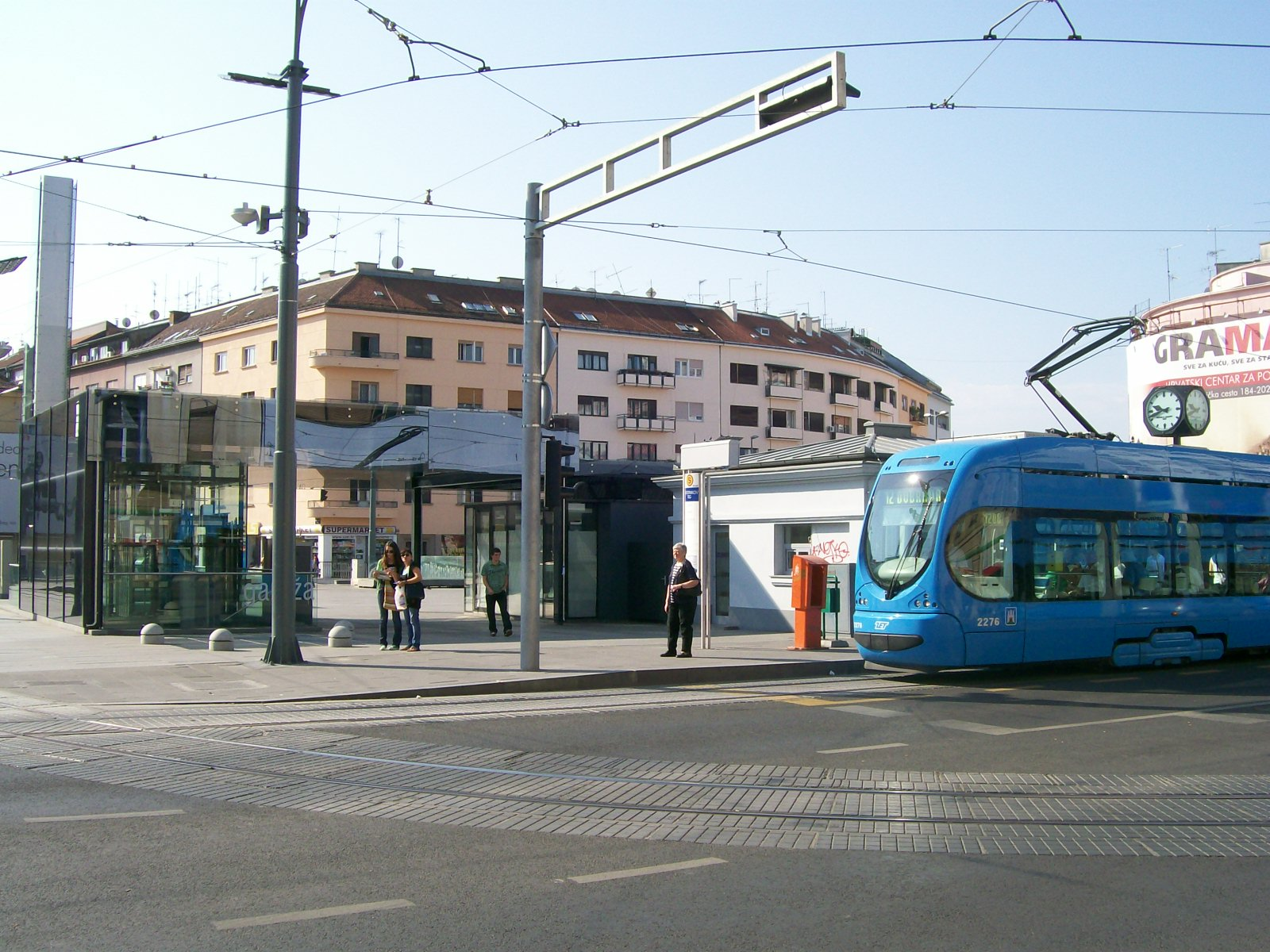
Torgets nordvästra hörn 2008.

Eugen Kvaterniks torg (kroatiska: Trg Eugena Kvaternika), i folkmun kallad Kvaternjak eller Kvartić, är ett torg i Zagreb i Kroatien. Torget som är uppkallat efter Eugen Kvaternik är ett av Zagrebs mer centrala torg och ligger i Nedre staden, vid brytpunkten till stadsdelarna Gornji grad-Medveščak och Maksimir.
Torget anlades i början av 1900-talet. 2007-2008 renoverades torget som då även fick ett underjordiskt parkeringshus.   
Torget utgör ett viktigt nav för spårvagnstrafiken och ZET:s linjer 4, 5, 7, 11, 12 och 13 stannar här.

### Fotnoter
1. 1 2  Geografiska avdelningen vid Zagrebs universitet Arkiverad 3 mars 2018 hämtat från the Wayback Machine. (kroatiska)